# Municipio Libertador (Táchira)
El municipio Libertador es uno de los municipios que conforman al estado Táchira, y a la vez, tiene 4 parroquias de las 52 que conforman a este estado de Venezuela. Su capital es Abejales.

## Historia
La tradición oral, respaldada por documentos escritos, señala que Abejales —ciudad capital del municipio— fue fundada el 5 de agosto de 1933, siendo su principal fundador don Emeterio Ochoa.
Otra fecha relevante en su historia es el 28 de agosto de 1972, cuando se creó el distrito Libertador mediante decreto de la Asamblea Legislativa del Estado Táchira.

## Geografía
- Coordenadas geográficas: 7°35′39″-7°39′21″ de latitud norte, y 7°21′0″-71°32′15″ de longitud oeste.
- Altitud: va desde 60 a 1500 m s. n. m. (metros sobre el nivel del mar), con una altitud promedio de 190 m s. n. m.
- Temperatura: su temperatura es variada como su relieve; en el occidente, de 12 a 14 °C; en el norte, entre 16 a 20 °C; y, en el oriente, entre los 27 y los 30 °C; la media anual es de 26 °C.
- Clima: tropical lluvioso de bosque.
- Precipitación: 2.120 mm (media anual).
- Relieve: en el Municipio Libertador se encuentran dos clases de relieve; el montañoso en las tierras del norte y del oeste; y el llano que se extiende hacia el oriente, predomina la montaña del piedemonte y planicie aluvial.
- Vegetación: la vegetación predominante es el bosque húmedo.
- Hidrografía: cuenta con los ríos Caparo, Camburito y Piscuri, y numerosos caños y manantiales.
- Fauna: la fauna silvestre está representada por: lapas, garzas, loros, guacharacas, iguanas y pajuiles, y la fauna fluvial por: cachamas, palometa, coporo, bagre, rayado, cascarrones, toros, tumame, curitos, toninas.

### Organización parroquial
| Parroquia               | Superficie | Población   | Densidad           | Capital              |
| ----------------------- | ---------- | ----------- | ------------------ | -------------------- |
| 1. Abejales             | km²        | hab.        | hab./km²           | Abejales             |
| 2. Doradas              | km²        | hab.        | hab./km²           | El Milagro           |
| 3. Emeterio Ochoa       | km²        | hab.        | hab./km²           | Puerto Nuevo         |
| 4. San Joaquín de Navay | km²        | hab.        | hab./km²           | San Joaquín de Navay |
| Municipio Libertador    | 1,139 km²  | 20.020 hab. | 17.576,82 hab./km² | Abejales             |

### Demografía
De acuerdo al Censo de Población y Vivienda del año 2011 el municipio Libertador posee una población de 22.464 habitantes que representan un 1,92% de la población total del estado Táchira y de los cuales 11.651 son hombres (51,87%) y 10.813 mujeres.

### Clima
Clima: tropical lluvioso de bosques. Coordenadas geográficas: latitud: 7°37′30″, longitud: 71°30′50″.

### Vegetación
En el municipio predomina Bosque Húmedo Tropical, debido a sus cercanías a Los Llanos, y a la vez, por su cercanía también a Los Andes.
Hidrografía: Presenta una red de cauces fluviales que son de abundante caudal, los más importantes son: Los Ríos Caparo, Camburito, Navay y Piscurí.

## Economía
Es variada cuenta con actividades agropecuarias, forestales y de pesca, así como un intenso comercio. Los recursos forestales han dado impulso a la industria maderera. La agricultura de este municipio es de subsistencia gracias a que los campesinos cultivan para su propia alimentación: entre esta agricultura de subsistencia se cultiva la yuca, el cacao, el maíz, la lechosa, la parchita, la naranja, el ají dulce, el plátano, el topocho.
En cuanto a la ganadería se tiene ganadería bobina que proporciona la leche que sirve de materia prima para la elaboración de los productos lácteos, la ganadería porcina constituye en una actividad económica de alta rentabilidad, alcanzando valores cada vez más elevados, debido al uso industrial de la carne de cerdo.
La piscicultura cría de cachama, que produce aproximadamente 20 000 kg por año, siendo esta zona donde se encuentra la piscícola más grande de Venezuela. Estando ubicada en San Antonio de Caparo, encontrándose allí un centro experimental para estudio de peces de agua tropical de la UNET y la 
pesca de los ríos Camburito, Caparo y Navay.

### Turismo
- Iglesia San Miguel Arcángel de Abejales.
- Manga del soldado Don Antonio Aleta.
- Mirador turístico en el Monumento de La Cruz del Cementerio.
- Plaza de Bolívar en Abejales.
- Casa de la Cultura “Máxima de MÁRQUEZ”.
- Embalse de Borde Seco, Presa Camburito Caparo.
- Sitios de Pesca en el Río Caparo, Río Camburito, y Río Navay.
- Aldea Piscícola en San Antonio de Caparo.
- Centro Experimental de Peces Tropicales de la UNET.
- Concha Acústica en la Comunidad Caridad y Unión de San Joaquín de Navay.
- Balneario La Batea en La Polvorosa.
- Quebrada La Pita en San Joaquín de Navay.
- Centros Apícolas ubicados en la zona de los Monos.
- Turismo de aventura en los Esteros de Navay.
- Prácticas espeleológicas.
- Navegación de los ríos.
- Ferias y fiestas patronales, celebradas a finales de septiembre.

## Código postal
El código postal municipal de Libertador es el número 5002.

## Transporte
- Colombia: Autopistas T1 y T5.
- Estado Zulia: Autopistas T6, T1 y T7.
- Los Llanos: Autopista T5.
- Estado Mérida: Autopistas T5 y T7.

Para trasladarse al municipio puede tomar el Expreso Barinas y Cooperativa Pedraza en el Terminal de Pasajeros Genaro Méndez en la ciudad de San Cristóbal. También hay un servicio de buses subsidiados por el gobierno conocidos como TransTáchira, los cuales salen desde la sede de la Alcaldía del Municipio la cual se encuentra en Abejales. La distancia desde San Cristóbal hasta este municipio, es de 112 km y la duración de tiempo es de 2 h, aproximadamente.

## Política y gobierno

### Alcaldes
| Período   | Alcalde           | Partido político/alianza | % de votos | Notas |
| --------- | ----------------- | ------------------------ | ---------- | --- |
| 1989-1992 | Néstor Molina     |                          | 39,71      | Primer alcalde bajo elecciones directas |
| 1992-1995 | Luis Villamediana |                          | 46,50      | Segundo alcalde bajo elecciones directas |
| 1995-2000 | Luis Cáceres      |                          | -          | Tercer alcalde bajo elecciones directas (se realizaron elecciones generales adelantadas en el 2000 debido a la aprobación de la Constitución de 1999) |
| 2000-2004 | Orlando González  |                          | 28,50      | Cuarto alcalde bajo elecciones directas |
| 2004-2008 | Marina Buitrago   |                          | 41,64      | Quinta alcalde bajo elecciones directas |
| 2008-2013 | Ezequiel Pérez    |                          | 56,07      | Sexto alcalde bajo elecciones directas (se postergan 1 año las elecciones municipales pautadas para finales del 2012)                                 |
| 2013-2017 | Yolimar Hernández |                          | 45,46      | Séptima alcalde bajo elecciones directas |
| 2017-2021 | Yolimar Hernández |                          | 49,60      | Reelecto |
| 2021-2025 | Adul Salcedo      |                          | 58,90      | Octavo alcalde bajo elecciones directas |

### Concejo municipal
Período 1989-1992
| Concejales:       | Partido político/alianza |
| ----------------- | ------------------------ |
| José Emigdio Roa  | COPEI                    |
| Luis Antonio Mora | COPEI                    |
| Ermenes Contreras | AD                       |
| Luis Cáceres      | AD                       |
| Yonny Márquez     | MAS                      |

Período 1992-1995
| Concejales:       | Partido político/alianza |
| ----------------- | ------------------------ |
| Esteban Devia     | COPEI                    |
| Pastor Cabrera    | COPEI                    |
| Juan Ibarra       | COPEI                    |
| Luis Contreras    | COPEI                    |
| Anastacio Márquez | AD                       |
| Luis Sánchez      | AD                       |
| Antonio Chacón    | AD                       |

Período 1995-2000
| Concejales:       | Partido político/alianza |
| ----------------- | ------------------------ |
| Ezequiel Pérez    | AD                       |
| Anastacio Márquez | AD                       |
| Arturo Cárdenas   | AD                       |
| Luis Mora         | COPEI                    |
| Esteban Devia     | COPEI                    |
| Pastor Cabrera    | CONVERGENCIA             |
| Armando Whas      | MAS                      |

Período 2000-2005
| Concejales: | Partido político/alianza |
| ----------- | ------------------------ |
|             | COPEI                    |
|             | COPEI                    |
|             | COPEI                    |
|             | MVR                      |
|             | MVR                      |
|             | SI                       |
|             | AD                       |

Período 2005-2013
| Concejales:         | Partido político/alianza |
| ------------------- | ------------------------ |
| Antonio Medina      | MVR                      |
| Ramón Marquina      | MVR                      |
| Siveriano Guerrero  | MVR                      |
| Luis Ochoa Sánchez  | MVR                      |
| José Santos Sánchez | MVR                      |
| Gilberto Pereira    | MVR                      |
| José Omar Montilla  | AD                       |

Período 2013-2018
| Concejales      | Partido político/alianza |
| --------------- | ------------------------ |
| José Sánchez    | PSUV                     |
| Rafael Montiel  | PSUV                     |
| Argenis Márquez | PSUV                     |
| Orlando Ramírez | PSUV                     |
| Renzo Guardia   | MUD                      |
| Adul Salcedo    | MUD                      |
| Pastor Cabrera  | MUD                      |

Período 2018-2021
| Concejales       | Partido político/alianza |
| ---------------- | ------------------------ |
| Matilde Luna     | PSUV                     |
| Johan Hernández  | PSUV                     |
| Leonaldo Delgado | PSUV                     |
| Argenis Márquez  | PSUV                     |
| Omaira Pereira   | PSUV                     |
| Pedro Ortega     | PSUV                     |
| Pastor Cabrera   | COPEI                    |

Período 2021-2025
| Concejales       | Partido político/alianza |
| ---------------- | ------------------------ |
| Dersy Mora       | AD                       |
| Ramón García     | AD                       |
| Luis Díaz        | AD                       |
| Jorge Rosales    | AD                       |
| Franklin Cáceres | AD                       |
| Renny Rengifo    | PSUV                     |
| Daniel contreras | PSUV                     |